# Movavi Picverse
Мовавика фото, Movavika Photo (до 3.09.2024 г. Movavi Picverse, прежде Movavi Photo Editor) — условно-бесплатный растровый графический редактор, созданный российской компанией Мовавика в октябре 2020 года. Данный фоторедактор является полностью переработанным, начиная от его рабочего стола и заканчивая его функциональностью.
Это новый фоторедактор, который превосходит упразднённое ПО – Movavi Photo Editor по всем параметрам. Официально является вторым фоторедактором за всю историю компании. Предназначен как для начинающих, так и для опытных фотографов или дизайнеров. Обладает такими функциями как ретушь, быстрым удалением фона, настройками чёткостью и резкостью, более 100 эффектов и фильтров, ИИ по быстрому восстановлению старых фото, а также возможностью восстановления вручную, удалять шумы и др.

## Первоначальная версия
Movavi Photo Editor – условно-бесплатный растровый графический редактор, созданный российской компанией Movavi в 2014 году и упразднённый в 2020 году. Позиционируется как многофункциональный редактор для пользователей, которые имеют минимальный опыт работы с программами для обработки фото.
Фоторедактор предназначался для ОС Windows и Mac OS, для работы с фотографиями. Изначально продукт был выпущен как инструмент для удаления лишних объектов из кадра, однако со временем обзавелся всеми функциями фоторедактора.

## Краткая история версий Movavi Photo Editor
- 1.5 (октябрь 2014) – появляется автоматическая и ручная цветокоррекция;
- 2.0 (январь 2015) – новые функции: удаление и замена фона, добавление надписей, выравнивание горизонта;[2]
- 3.0 (май 2015) – добавлены фильтры и текстуры;
- 4.0 (январь 2017) – новые инструменты ретуши и полностью переделанный интерфейс;
- 5.0 (ноябрь 2017) – переработаны инструменты замены фона, добавлены профессиональные инструменты для цветокоррекции и интеллектуальные алгоритмы для улучшения фото и ретуши;[3]
- 5.5.1 (апрель 2018) – добавлен восстановитель старых фото с использованием нейронных сетей[4];
- 5.8 (апрель 2019) – автоматическая колоризация отреставрированных фотографий;
- 6.0 (сентябрь 2019) – коррекция выделенной области, рамки, интеллектуальное автоулучшение.[5]
- 6.7 (июль 2020) - улучшения пользовательского интерфейса; добавление функций; небольшие исправления; возвращение некоторых функций.

## Различные редакции одних и тех же версий
Программы Мовавика, каждой версии, обычно выпускаются в двух различных редакциях — евразийская, в оригинале не содержащая русскоязычного интерфейса, и российская, содержащая файлы с русскоязычной поддержкой. Такие версии идентичны по функциональности, но имеют различные номера сборок, прописанные в программном файле, название которого начинается с надписи build, с расширением inf.